# Eisbein
Eisbein er en madret af svineskank. I Tyskland kaldes den også Hachse, Hechse, Haxe, Haspel, Hämmche, Bötel, Schweinshaxe eller Knöchla, i Østrig Stelze, i Bayern Schweinshaxn, i Franken Adlerhaxe og i Schweiz Gnagi eller Wädli. Retten laves af skank (stykket mellem knæ- eller albueled og det yderste led.
Eisbein har et tykt fedtlag. Kødet er aromatisk. Det skal enten koges eller grilles til kødet løsner sig fra benet.
Tilberedningsmåderne varierer: I Nordtyskland er kødet gerne saltet og kogt, mens det i Sydtyskland, Tjekkiet og Østrig som regel bliver stegt eller grillet usaltet. Eisbein mit Sauerkraut er en klassisk ret.